# Draculas Blutnacht
Draculas Blutnacht (Originaltitel: The Return of Dracula) ist ein US-amerikanischer Horrorfilm aus dem Jahre 1958 von Paul Landres mit Francis Lederer in der Titelrolle.

## Handlung
Die kommunistische Machtübernahme in Osteuropa hat auch die transsilvanische Heimat des Grafen Dracula erfasst. Während einer Zugfahrt entschließt sich daher der blutsaugende Vampir, schnellstmöglich seine alte Heimat zu verlassen. Er tötet den Mitreisenden Bellac Gordal und nimmt dessen Papiere und damit auch gleich dessen gesamte Identität an. Gordal alias Dracula gelingt es, in die USA auszureisen und lässt sich in dem kalifornischen Städtchen Carleton nieder, wo Gordals amerikanische Verwandtschaft wohnt. Dort wird der Untote rasch in die Gemeinde eingeführt, und jeder scheint ihm zu mögen. Lediglich Tim Hanson, der Freund von Bellacs Nichte Rachel Mayberry, bleibt äußerst misstrauisch. Das mag damit zu tun haben, dass „Onkel Bellac“ mit seinem kontinentaleuropäischen Charme seine Freundin um den Finger wickelt. Wie kann er ahnen, dass Dracula die junge Rachel als seine Vampirbraut auserwählt hat!
In einem verlassenen Minenschacht findet Graf Dracula zunächst tagsüber Unterschlupf. Er plant, bald „Nichte“ Rachel zu beißen, um auch sie demnächst in sein Schattenreich der Untoten einzuführen. Doch nicht sie, sondern Jennie Blake wird sein erstes Opfer. Nachdem er sie ausgesaugt hat, wird Jennie beerdigt und steht bald des Nachts wieder auf, um ihrem neuen Herrn und Meister Dracula zu dienen. Jennie verwandelt sich sogar in eine tollwütige Hundebestie, die Mack Bryant attackiert, einen Beamten von der Einwanderungsbehörde, der hierhin angereist ist, um zu überprüfen, ob jener Bellac Gordal tatsächlich der Onkel Rachels ist. Denn aus Rumänien ist im fernen Kalifornien die Nachricht eingetroffen, dass dort vor Ort eine stark verstümmelte Leiche aufgefunden worden sei, die stark der Beschreibung Bellac Gordals ähnelt. Bryant überlebt diesen Angriff nicht.
In der Folgezeit häufen sich nunmehr in Carleton die Leichenfunde. Allen Toten ist eins gemein: Ihre Körper sind weitgehend blutentleert. Ein gewisser John Meierman taucht auf, eine Art amerikanischer Prof. van Helsing und seines Zeichens ein enger Vertrauter des toten Einwanderungsbeamten. Meierman ist der festen Überzeugung, dass es sich bei dem ominösen Besucher aus Rumänien um niemand anderen als Graf Dracula handelt und versucht, die ungläubigen Polizisten von seiner Theorie zu überzeugen. Meierman will dem falschen Gordal eine Falle stellen, doch geht der Polizei lediglich Draculas Helfershelferin Jennie in die Fänge. Kurzerhand wird die Neu-Vampirin mit einem Holzpfahl vom Leben zum endgültigen Tod befördert. Der Obervampir hat derweil „Nichte“ Rachel mittels Hypnose in sein dunkles Versteck, die Mine, mitgenommen. Doch ihr Freund Tim ist ihm bereits auf der Spur. Mit einem geweihten Kreuz in der Hand, kann er Graf Dracula stellen. Er drückt dem Vampirgrafen das Kreuz ins Gesicht, worauf dieser tief in den Schacht fällt und von spitzen, hölzernen Pfählen aufgespießt wird.

## Produktionsnotizen
Draculas Blutnacht erschien erstmals im April 1958 in den USA. In Deutschland wurde der Film nie gezeigt, jedoch 2009 als DVD veröffentlicht.

## Kritiken
Der Movie & Video Guide befand, dass Lederer „vom mittelmäßigen Drehbuch ausgebremst“ worden sei.
Halliwell’s Film Guide meinte, der Film sei „ein ganz nett gemachter Low-Budget-Horror mit einer guten Balance zwischen dem Übernatürlichen und dem Gewöhnlichen“.